# Derya Erke
Derya Erke (Estambul, 11 de noviembre de 1983 – Estambul, 27 de febrero de 2025) fue una nadadora turca especialista en el estilo espalda.

## Carrera
Erke formó parte del equipo nacional con solo 16 años en los Juegos Olímpicos de Sydney 2000 en Australia. En su participación no pudo clasificar a las semifinales en sus eventos individuales luego de finalizar en la posición 42 en los 100 m espalda (1:07.26), y en el lugar 29 en los 200 m espalda (2:21.28).
Su segunda aparición olímpica fue en Atenas 2004 en Grecia, donde Erke volvió a participar en los eventos de 100 y 200 m espalda luego de clasificar en el campeonato europeo en Madrid. En el evento de 100 m espalda Erke participó en el segundo hit clasificatorio donde enfrentó a la nadadora de 14 años Anastassiya Prilepa de Kazajistán y a Olga Gnedovskaya de Uzbekistán. Terminó el hit en el tercer lugar, y en el puesto 34 general con un tiempo de 1:05.38. En los 200 m espalda Erke terminó en el lugar 21 empatada con Alessia Filippi de Italia, donde impuso su mejor registro de por vida con 2:17.29, a 3.22 detrás de la ganadora Evelyn Verrasztó de Hungría.
A nivel nacional impuso los récords nacionales en los eventos de 50, 100 y 200 m espalda que se mantuvieron vigentes hasta 2012 cuando todos fueron superados por Hazal Sarikaya.

## Muerte
Erke murió de cáncer en Estambul el 27 de febrero de 2025 a los 41 años. Murió en el Ortaköy Büyük Mecidiye Mosque y enterrada por su familia en el Cementerio Ortaköy.